# Möðrudalur

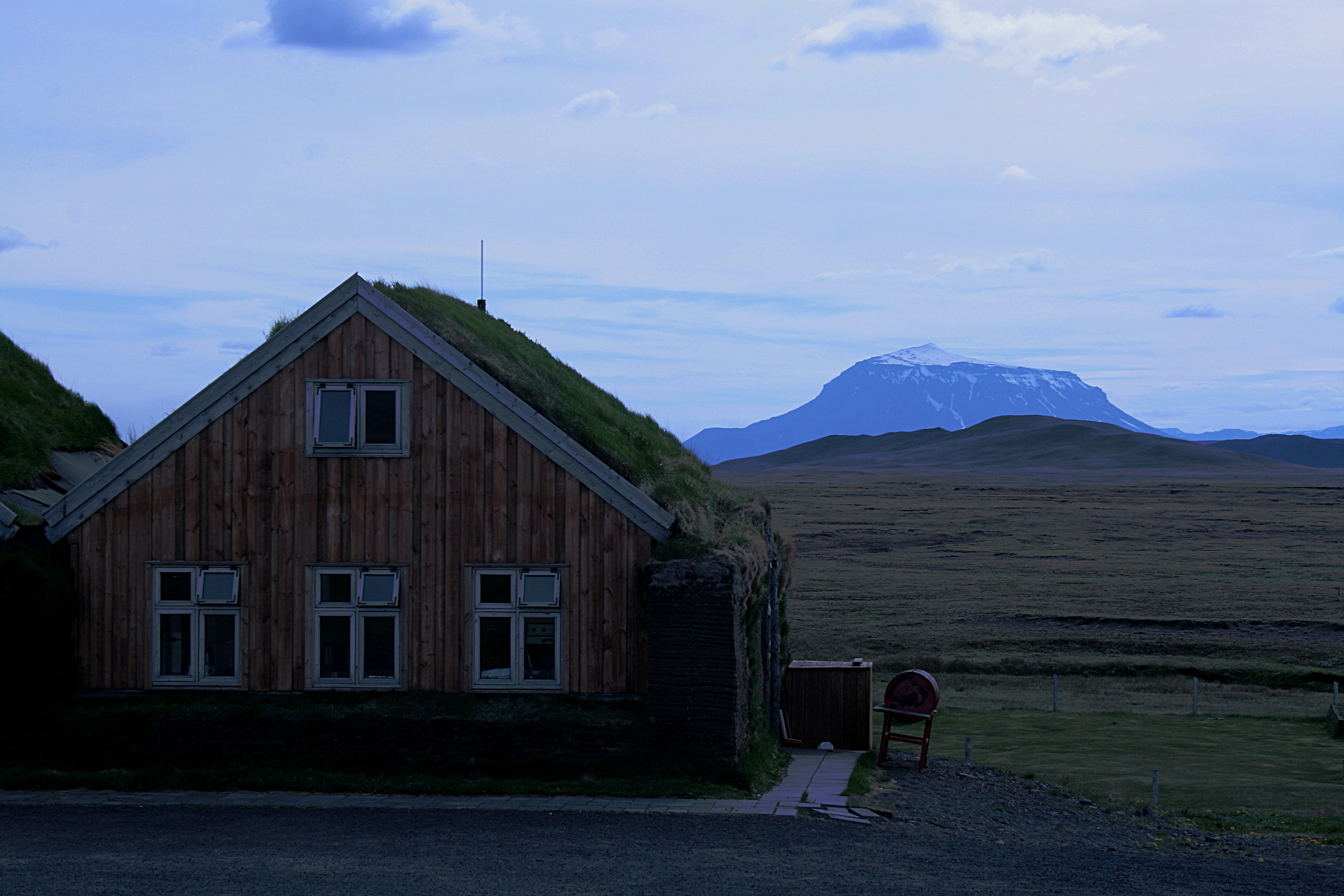
Stazione di servizio

Möðrudalur è una località del comune di Fljótsdalshérað nell'Islanda orientale che si trova lungo la Möðrudalsleið.
Sul posto sono presenti una chiesa, costruita da Jón A. Stefánsson nel 1949, oltre ad un piccolo ristorante ed un distributore di carburante.
È una località turistica importante in quanto nei pressi Möðrudalur partono alcune delle piste più frequentate verso l'interno dell'isola.